# Heterospilus atriceps
Heterospilus atriceps är en stekelart som först beskrevs av William Harris Ashmead 1893.  Heterospilus atriceps ingår i släktet Heterospilus och familjen bracksteklar. Inga underarter finns listade i Catalogue of Life.